# Andrzej Bek
Andrzej Bek (* 26. Juni 1951 in Łódź) ist ein ehemaliger polnischer Bahnradsportler und späterer Radsporttrainer.
Andrzej Bek war ein Spezialist für die Kurzzeitdisziplinen auf der Bahn. Sechsmal wurde er polnischer Meister in verschiedenen Disziplinen, so 1977 im Zweier-Mannschaftsfahren. 1970 wurde er Dritter der polnischen Meisterschaft im Sprint, 1972 und 1974 belegte er jeweils Platz zwei.
1972 startete Bek bei den Olympischen Spielen in München mit Benedykt Kocot im Tandemrennen. Das polnische Duo errang die Bronzemedaille. Bei den UCI-Bahn-Weltmeisterschaften 1974 belegte er mit Kocot im Tandemrennen Platz drei.
1978 ging Andrzej Bek in die Vereinigten Staaten, wo er Rennen als Profi bestritt. Anschließend arbeitete er in den USA bis 1996 als Trainer der US-amerikanischen Bahnrad-Nationalmannschaft und trainierte u. a. Marty Nothstein und Erin Hartwell. Auch war er Mannschaftsleiter bei den Olympischen Spielen 1992 und 1996. Ab 2002 trainierte er die paralympische Radsport-Mannschaft, insbesondere die blinden Fahrer. 2003 arbeitete er für das Saturn Cycling Team, kehrte aber anschließend als Trainer zum US-amerikanischen Verband zurück.
Andrzej Bek ist der Sohn des vierfachen polnischen Sprint-Meisters Jerzy Bek, dessen Vater Alfons schon Radrennen fuhr. Er hat ein abgeschlossenes Studium in Maschinenbau. Verheiratet ist er mit der ehemaligen Basketball-Nationalspielerin Lucyna Kałużna und lebt in den USA.